# Conquista islamica della Siria
La colonizzazione islamica della Siria avvenne nella prima metà del VII secolo.
Per Siria si intende, in questo contesto, la regione nota come il Bilād al-Shām, il Levante, o Grande Siria. Gli Arabi avevano compiuto incursioni nella parte meridionale della Siria già prima della morte del profeta musulmano Maometto (avvenuta nel 632) ma la vera invasione iniziò nel 634 sotto i suoi successori, i califfi cosiddetti Rāshidūn (Ortodossi) Abū Bakr ed ʿUmar b. al-Khaṭṭāb, con un esercito posto al comando del condottiero Abū ʿUbayda b. al-Jarrāḥ o (a seconda delle tradizioni) di Khālid b. al-Walīd.

## La Siria bizantina
La Siria era rimasta sotto il dominio di Roma per sette secoli prima della conquista araba ed era stata invasa dai persiani Sasanidi in varie occasioni durante il III, VI e VII secolo. Era stata anche assoggettata alle incursioni degli alleati arabi dei Sasanidi: i Lakhmidi.
La regione era nota col nome di provincia Iudaea nel corso del dominio bizantino ed era amministrata dalla dinastia araba alleata di Costantinopoli (il loro re fruiva del titolo onorifico di symmachos) dei Ghassanidi. Durante l'ultima fase delle guerre romano-persiane, iniziata nel 603, i Persiani comandati dal loro Shahanshah, Cosroe II, riuscirono a occupare la Siria, la Palestina e l'Egitto per oltre un decennio prima di essere costretti a ritirarsi a seguito delle vittorie di Eraclio che obbligò i Sasanidi alla pace nel 628, che aprì un'incontrollabile crisi dinastica.
Così, alla vigilia delle conquiste musulmane, i Bizantini erano ancora impegnati nel gravoso e dispendioso compito di ricostituire la loro autorità, che in alcune aree era mancata per quasi venti anni. Politicamente, la regione siriana consisteva di due province. La Siria propriamente detta, che si estendeva da Antiochia ed Aleppo, a settentrione, fino al margine superiore del Mar Morto, mentre ad ovest ed a sud del Mar Morto si estendeva invece la provincia di Palestina, che includeva i Luoghi Santi dell'ebraismo e del cristianesimo, prima fra tutte Gerusalemme, che solo più tardi sarà annoverata come città santa anche per l'Islam
La Siria era in parte una terra araba, specialmente per i suoi territori orientali e meridionali, in cui vivevano tribù arabe provenienti dall'Arabia (ad. es. i Bali). Gli Arabi vi erano presenti tuttavia fin dai tempi romani (basterebbe ricordare i Nabatei e gli stessi Thamudeni che fornirono truppe alla cavalleria romana) ed avevano abbracciato colà il cristianesimo fin da quando l'imperatore Costantino I aveva autorizzato ciò nel IV secolo. Gli arabi della Siria non ebbero alcun ruolo rilevante finché nella loro area non arrivò dallo Yemen la potente tribù dei Banu Ghassan, che dette vita a un'entità politica semiautonoma, dipendente dai Romani. La dinastia ghassanide, nella sua fase di maggiore sviluppo, regnava su tutto il territorio dell'attuale Giordania e della Siria meridionale da una delle sue capitali (quella di Bosra). L'ultimo dei re ghassanidi, che regnò ai tempi dell'invasione musulmana, fu Jabala ibn al-Ayham.
L'Imperatore bizantino Eraclio, dopo aver ripreso la Siria ai Sasanidi, istituì nuove linee di difesa che si muovevano da Gaza fino al margine meridionale del Mar Morto, al fine di proteggersi dalle incursioni dei nomadi, mentre il grosso delle difese bizantine era concentrato nel nord della Siria per fronteggiare gli avversari di sempre, cioè i Persiani Sasanidi. Fu tale limes che gli Arabi musulmani dovettero attraversare nella loro campagna operata sotto il califfato di ʿUmar b. al-Khaṭṭāb.
Il VII secolo fu un'epoca di rapidi cambiamenti militari nell'Impero bizantino. L'impero risentiva ancora dei lunghi confronti armati coi Sasanidi e versava in precarie condizioni economiche, tanto da non poter versare con regolarità il soldo ai suoi militari, specialmente quelli stanziati oltremare.

## Nascita del Califfato
Il profeta musulmano Maometto morì nel giugno 632 e suo suocero Abū Bakr venne nominato Califfo e successore politico a Medina. Subito dopo la sua ascesa alla suprema magistratura islamica, diverse tribù arabe si rivoltarono e scoppiò la guerra della cosiddetta Ridda (Guerre dell'Apostasia), combattuta nell'undicesimo anno dell'Egira. Il dodicesimo anno dell'Egira, cioè il 18 marzo 633, iniziò con l'Arabia unita sotto l'autorità centrale del Califfo a Medina.
È difficile dire se Abū Bakr avesse in mente o meno un completo piano di conquiste; comunque, con lui si mise in moto una macchina bellica che portò nel giro di alcune decine di anni alla formazione di uno dei più grandi imperi, ad iniziare dallo scontro con l'Impero Persiano sotto la guida del generale Khalid ibn al-Walid.

## Spedizione in Siria

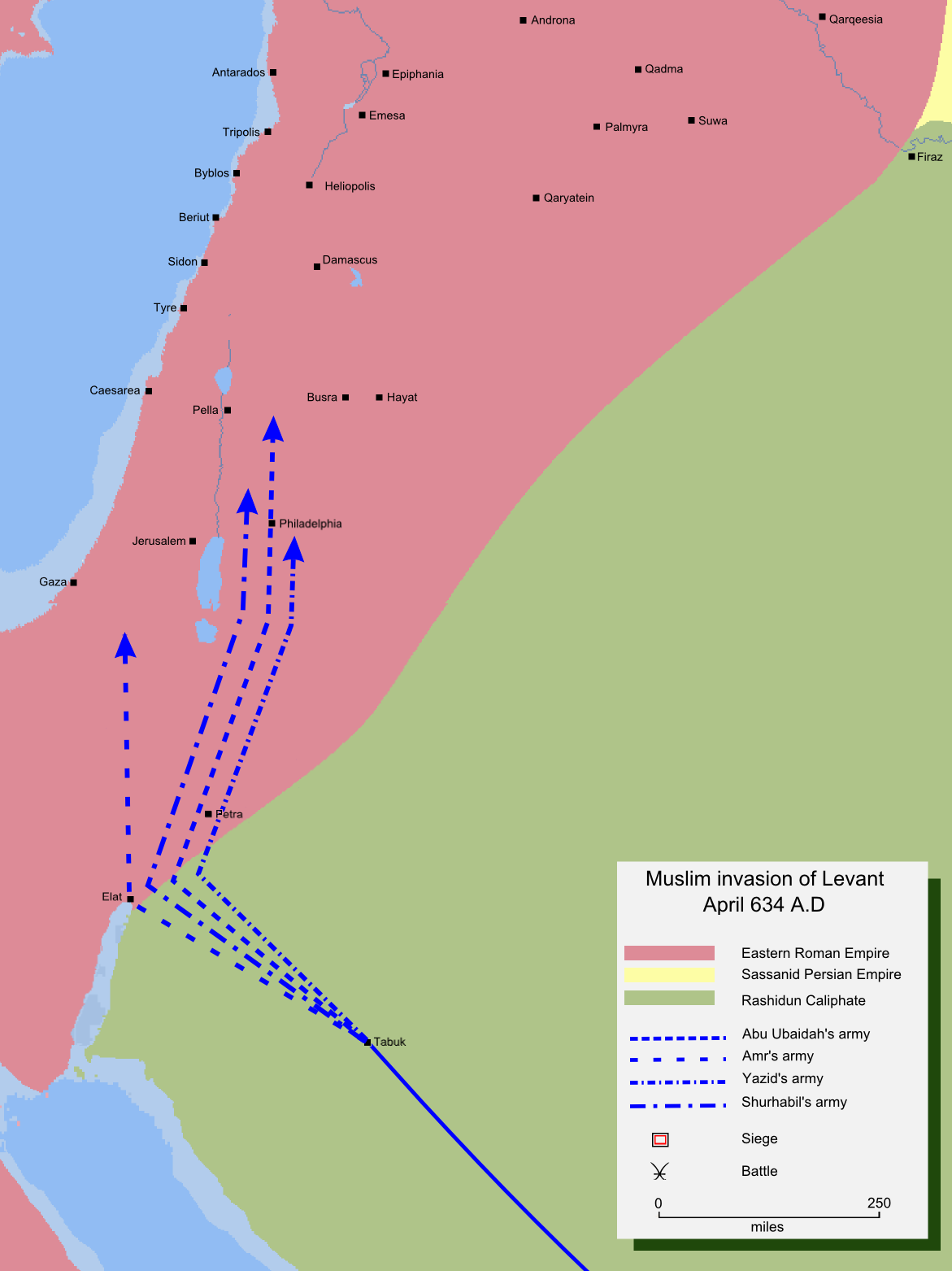
Mappa che mostra i movimenti iniziali delle armate arabe quando invasero la Siria.

Le prime operazioni in Siria furono progettate da Abū Bakr, probabilmente nell'intento di realizzare la vendetta contro il disastro di Muʾta che Maometto aveva in animo di compiere con un esercito affidato a Usama ibn Zayd, figlio del suo figliolo adottivo, morto in quello scontro.
I contingenti tribali armati furono arruolati, su base volontaria, in ogni parte della penisola araba. Solo coloro che s'erano ribellati ad Abū Bakr furono scartati dall'arruolamento e rimasero esclusi dagli eserciti musulmani fino al 636, quando il califfo ʿUmar b. al-Khaṭṭāb, in difficoltà di reclutamento per combattere la decisiva battaglia dello Yarmuk e la battaglia di al-Qadisiyya, mise fine a quella misura discriminatoria, che impediva ai volontari di lucrare ricche quote-parti di bottino bellico.
Abū Bakr, dopo aver inizialmente nominato comandante supremo per la Siria Khālid b. Saʿīd b. ʿĀṣ lo avrebbe esonerato quasi subito, vuoi per le proteste di ʿUmar b. al-Khaṭṭāb vuoi per una sua sconfitta patita nell'agosto 634 (anno 13 dell'Egira) a Marj al-Ṣuffar ad opera di un nutrito gruppo di arabi cristiani comandati dal greco Bāhān (che in fonti non arabe viene chiamato più verosimilmente Teodoro, fratello del basileus Eraclio), in cui il comandante omayyade musulmano aveva perso il figlio Saʿīd e dato prova di incapacità e addirittura di viltà in combattimento.
Varrà comunque la pena di sottolineare l'assoluta evanescenza delle tradizioni islamiche in merito, perché non mancano cronisti che parlano di Marj al-Ṣuffar come di una vittoria musulmana e altri che descrivono la morte da prode in battaglia di Khālid che, secondo altre fonti ancora, sarebbe stato comunque agli ordini di Shuraḥbīl ibn Ḥasana.
Il Califfo divise allora il suo esercito in quattro corpi, ognuno dei quali con un suo comandante e un preciso obiettivo strategico e, malgrado tradizioni al solito discordi, il comando generale sarebbe stato assegnato da Abū ʿUbayda b. al-Jarrāḥ che, in effetti, era assai vicino al Califfo e a ʿUmar b. al-Khaṭṭāb:
- ʿAmr b. al-ʿĀṣ e ʿAlqama b. al-Mujazziz: Obiettivo la Palestina, muovendo lungo la strada di Elat, per attraversare poi il Wadi ʿAraba.
- Yazīd b. Abī Sufyān, con Zamʿa b. al-Aswad b. ʿĀmir come suo luogotenente, il cui obiettivo era Damasco, muovendo lungo la strada di Tabūk.
- Shuraḥbīl ibn Ḥasana: Obiettivo la regione del Giordano (Urdunn), muovendo lungo la strada di Tabūk, subito dopo Yazīd.
- Abū ʿUbayda b. al-Jarrāḥ: Obiettivo Emesa, muovendo lungo la strada di Tabuk, subito dopo Shuraḥbīl.

Abū ʿUbayda venne nominato comandante in capo dell'armata.

Nella prima settimana dell'aprile del 634, le forze musulmane iniziarono a muoversi dai loro campi fuori Medina. Le prime a lasciare i loro acquartieramenti furono le armate di Yazīd b. Abī Sufyān, seguite da quelle di Shuraḥbīl b. Ḥasana, di Abū ʿUbayda b. al-Jarrāḥ e di ʿAmr b. al-ʿĀṣ, ognuna a distante un giorno di marcia dalla precedente.

Il califfo Abū Bakr marciò per un certo tratto di strada a fianco di ciascun comandante, dando loro le ultime consegne e raccomandando ognuno di loro ad Allah. In particolare le sue parole di commiato furono le seguenti:

## Conquista musulmana della Siria

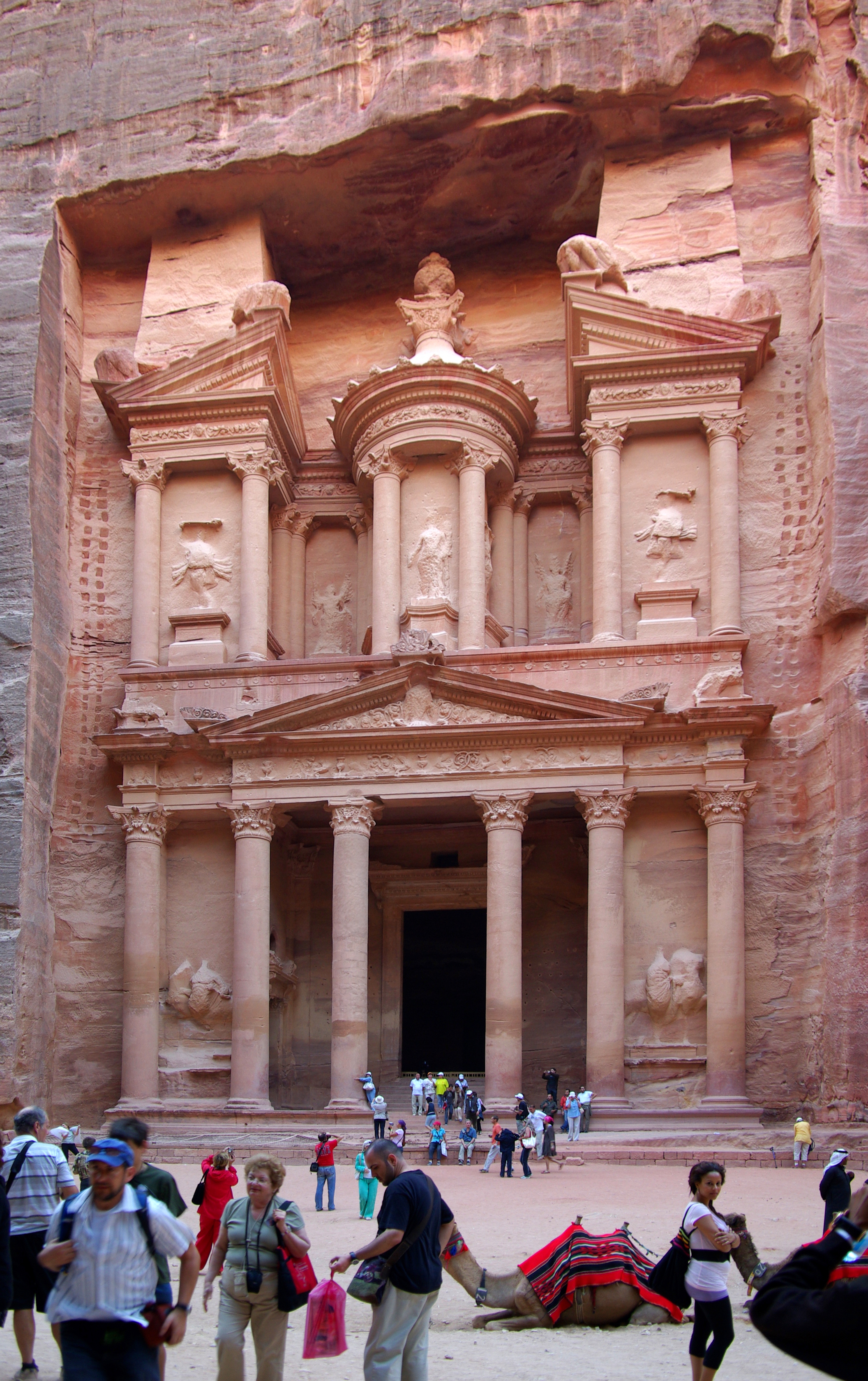
Rovine dell'antica Petra, una delle prime città a cadere per opera degli invasori musulmani.

L'esercito di Yazīd, mentre si stava dirigendo verso l'obiettivo ad esso assegnato presso Tabuk, si scontrò con un esercito arabo-cristiano che si ritirò dopo una scaramuccia con l'avanguardia dei Musulmani.
Poiché la principale linea difensiva bizantina iniziava dalle regioni costiere presso Gaza, Yazīd arrivò nel Wadi ʿAraba nello stesso momento in cui ʿAmr b. al-ʿĀṣ raggiungeva Elat e si scontrò con due stuoli bizantini che erano stati incaricati di contrastare l'entrata degli eserciti di Yazīd e di ʿAmr in Palestina. I soldati bizantini vennero però facilmente sconfitti anche se riuscirono a impedire alle forze musulmane di raggiungere i loro obiettivi. Abū ʿUbayda e Shuraḥbīl tuttavia continuarono la loro marcia e all'inizio di maggio del 634 raggiunsero la regione tra Bosra e al-Jābiya. L'Imperatore bizantino Eraclio, avuta notizia dei movimenti delle truppe musulmane da parte dei suoi clienti Arabi, iniziò a pianificare contromisure. Su ordine di Eraclio, le truppe bizantine provenienti da diversi presidi del Nord si radunarono ad Ajnadayn, da dove potevano scontrarsi con le truppe di ʿAmr e manovrare contro il fianco o la retroguardia del resto dei contingenti musulmani che si trovavano in Giordania e nel sud della Siria. Il numero di soldati bizantini, secondo alcune stime, sarebbe stato di circa 100 000. Abū ʿUbayda informò il Califfo dei preparativi bizantini nella terza settimana del maggio 634 e, alla luce della poca esperienza di Abū ʿUbayda nel comandare un esercito in grandi operazioni, specialmente contro il potente esercito bizantino, Abū Bakr decise di spedire Khālid b. al-Walīd sul fronte siriano ad assumere il comando generale dell'esercito musulmano. Secondo i primi cronisti arabi Abū Bakr avrebbe detto:

## Conquista della Siria sotto il califfo Abū Bakr

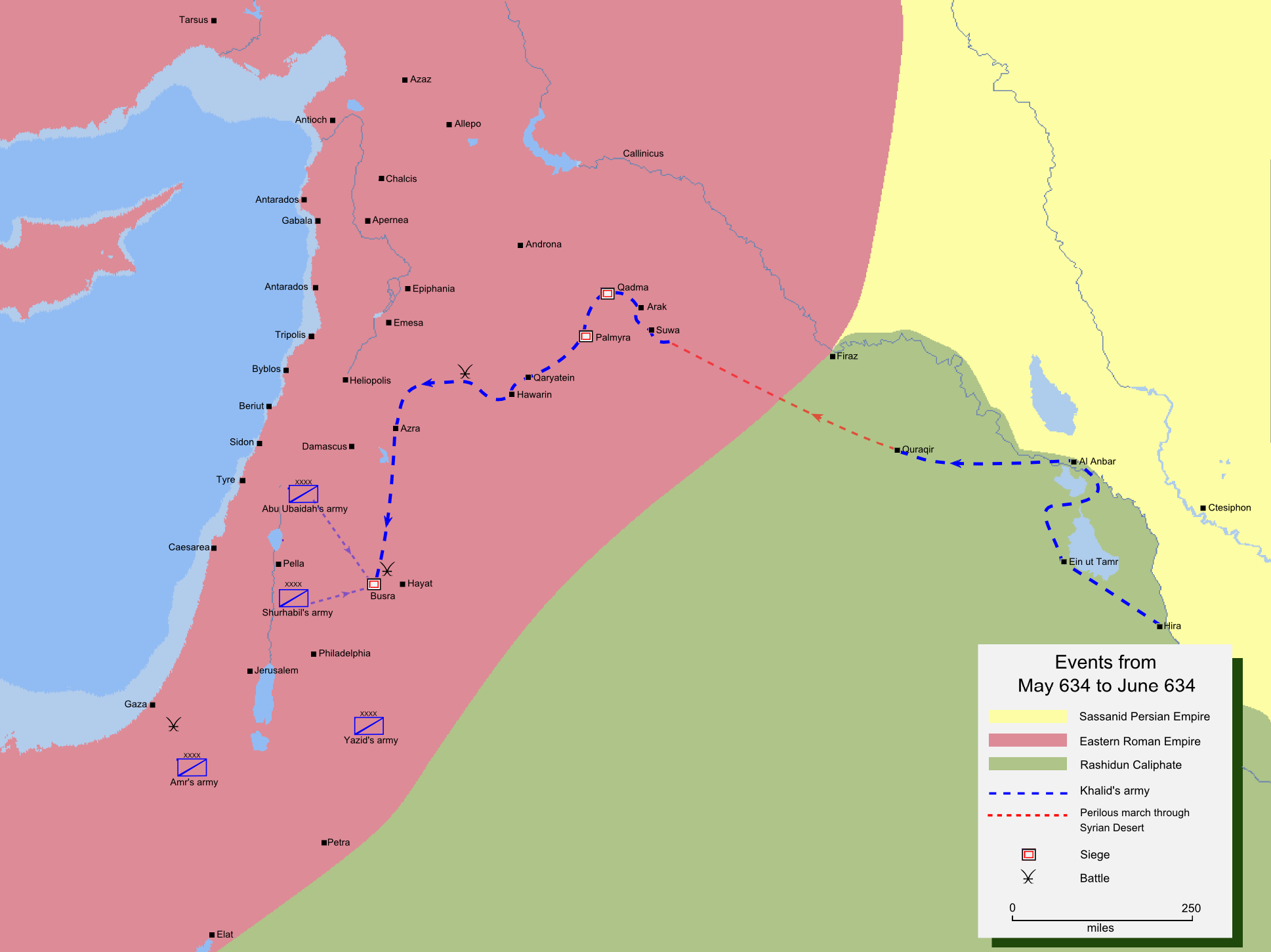
Mappa che mostra il percorso dell'invasione della Siria di Khālid ibn al-Walīd.

Khālid venne quindi immediatamente spedito sul fronte siriano. Il condottiero mosse da Hira, in Iraq, agli inizi di giugno 634, portando con sé metà del suo esercito, circa 8 000 soldati. Vi erano due strade che portavano alla Siria dall'Iraq; una era per Dūmat al-Jandal, l'altra attraversava la Mesopotamia passando per Raqqa. Le truppe musulmane in Siria necessitavano di urgenti rinforzi, perciò Khālid evitò la via per Dūmat al-Jandal, troppo lunga per raggiungere la Siria. Egli evitò anche di attraversare la Mesopotamia a causa della presenza di guarnigioni imperiali, che al momento non era il caso di impegnare in combattimento. Khālid, invece, decise di raggiungere la Siria utilizzando la via meno prevedibile e meno lunga, attraverso il deserto siriano. Si dice che i suoi soldati marciassero per due giorni senza avere neanche una goccia d'acqua, prima di un programmato arrivo in un'oasi. Dopo aver attraversato il deserto, l'esercito di Khālid giunse sul fronte siriano a Tadmur (Palmira), nella Siria centrale, agli inizi di giugno. Secondo i moderni storici, fu proprio questa ingegnosa manovra di Khālid, la pericolosa attraversata del deserto e il comparire inaspettato sul fronte nord-orientale dei Bizantini, a scompaginare le linee difensive bizantine in Siria.

### Conquista della Siria meridionale

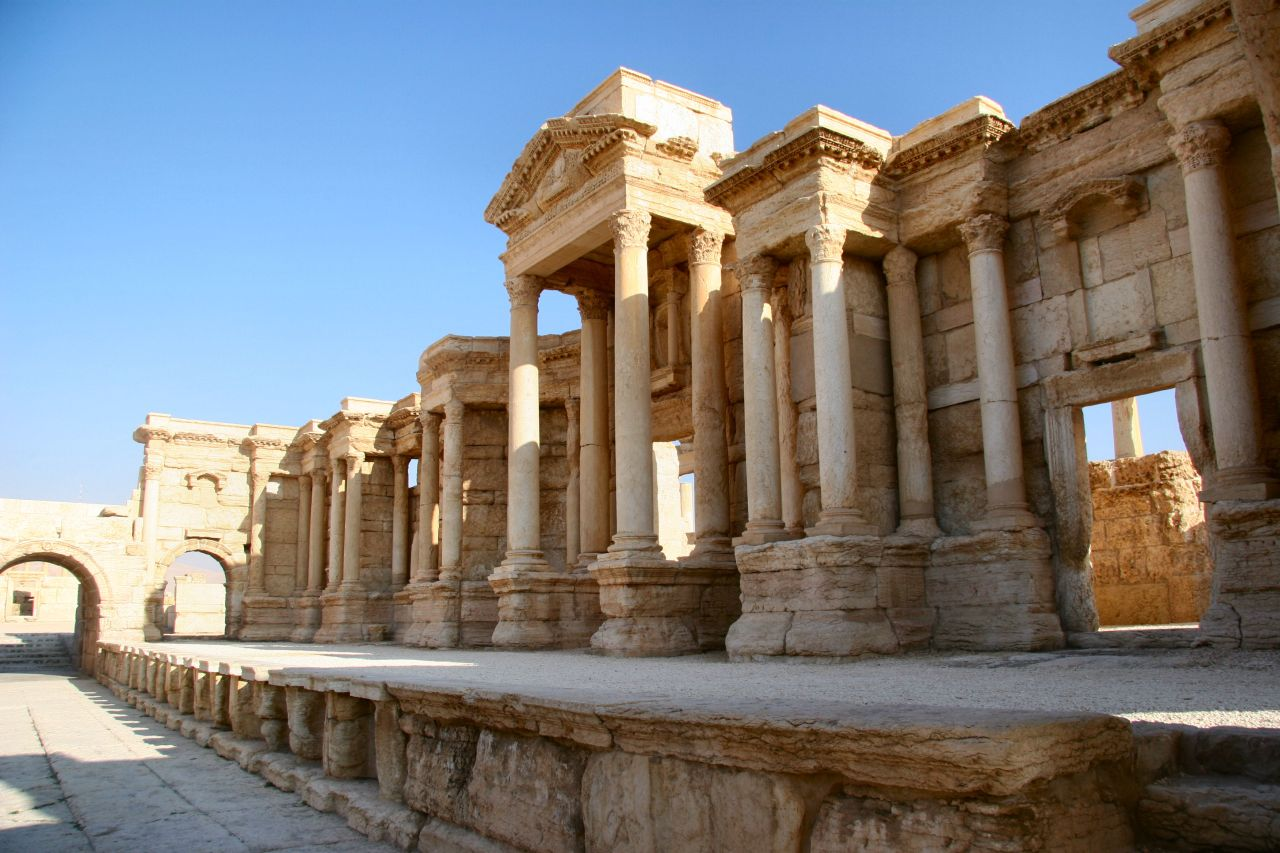
Il teatro di Palmira, di epoca romana.

Khālid dapprima conquistò la città di Sawa, quindi si diresse immediatamente sulla città di Arak e poi su Tadmur, al-Sukhna e Qadma. Piombò quindi sulle città di Qaryatayn e Ḥuwwārīn e le conquistò rapidamente nella battaglia di Qaryatayn e in quella di Ḥuwwārīn. Si indirizzò poi su Damasco e, dopo tre giorni, giunse a un passo montano a circa 35 chilometri dalla città, noto come Thaniyyat al-ʿUqāb (Passo dell'aquila), detto così forse per il vessillo innalzato dall'esercito di Khālid. Si allontanò da Damasco, per l'impossibilità di superare la sua possente cinta muraria, e si spostò verso il resto delle truppe che stazionavano ancora presso il confine arabo-siriano a Boṣra. A Marj al-Rahab, Khālid sconfisse un esercito ghassanide nella battaglia di Marj al-Rahit e giunse a Bosra 3 giorni dopo, unendosi alla forza di 4000 uomini di Shuraḥbīl ibn Ḥasana che, mentre cercava di porre sotto assedio la città, era stato accerchiato da forze superiori in numero dell'esercito bizantino.
All'arrivo della cavalleria di Khālid, l'esercito imperiale si ritirò e si trincerò nel castello dal quale, alcuni giorni dopo, esso tentò una sortita senza successo.

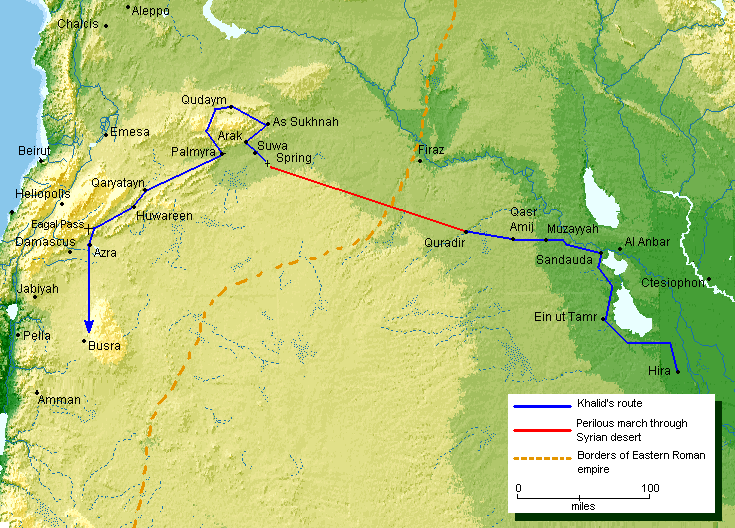
Mappa geografica che mostra in dettaglio il percorso effettuato da Khālid ibn al-Walīd nel corso dell'invasione della Siria.

Boṣra si arrese a metà luglio del 634 e tutti i contingenti dell'armata musulmana si unirono a Khālid ad Ajnādayn il 24 luglio 634. Qui i musulmani sconfissero i Bizantini il 30 luglio nella battaglia di Ajnadayn. Una settimana dopo Khālid si volse nuovamente verso Damasco e, lungo il percorso, impegnò in combattimento un piccolo contingente di soldati imperiali nella battaglia di Yakosa a metà agosto. Questo contingente era presumibilmente un'avanguardia inviata per rallentare l'avanzata dei musulmani, sì da consentire di prendere le misure necessarie per la difesa di Damasco come anche di consentire ai superstiti bizantini della sconfitta ad Ajnādayn di ritirarsi a Damasco. Tomur, genero dell'imperatore Eraclio e comandante della guarnigione di Damasco, inviò nuove truppe per fermare Khālid ma anche queste vennero sconfitte nella battaglia di Marj al-Suffar il 19 agosto 634 e si ritirarono rapidamente a Damasco. La città fu assediata per 30 giorni e conquistata il 18 settembre 634. Durante questo assedio Eraclio inviò altri rinforzi da Antiochia per cercare di spezzare l'accerchiamento, ma anche questi vennero sconfitti nella battaglia di Thaniyyat al-ʿUqāb, a 32 km da Damasco. Come concessione della resa, vennero concessi all'esercito imperiale tre giorni di marcia indisturbata per potersi allontanare il più possibile con le famiglie dei soldati e i loro averi senza essere inseguiti. La cavalleria musulmana, conoscendo una scorciatoia, raggiunse comunque queste truppe in fuga e le costrinse a combattere nella battaglia di Marj al-Dibaj.

## Conquiste sotto il califfo ʿUmar

### Destituzione di Khālid dal comando
Il 22 agosto 634, il califfo Abū Bakr morì lasciando come suo successore ʿUmar. Una volta insediatosi,ʿUmar - che non aveva mai avuto buone relazioni con Khālid, lo sollevò dal comando delle truppe islamiche in Siria e nominò nuovo comandante Abū ʿUbayda ibn al-Jarrāḥ. La notizia della morte di Abū Bakr e la nomina a comandante raggiunsero Abū ʿUbayda durante l'assedio di Damasco, tuttavia egli non ne fece parola sino a dopo la presa della città. A seguito di questo nuovo cambiamento ai vertici del comando, le operazioni della campagna di Siria rallentarono poiché Abū ʿUbayda, a differenza di Khālid, preferiva muoversi con maggior cautela. Abū ʿUbayda continuò ad utilizzare Khālid quale comandante della cavalleria musulmana e fece grande affidamento sui suoi consigli.

### Conquista della Siria centrale

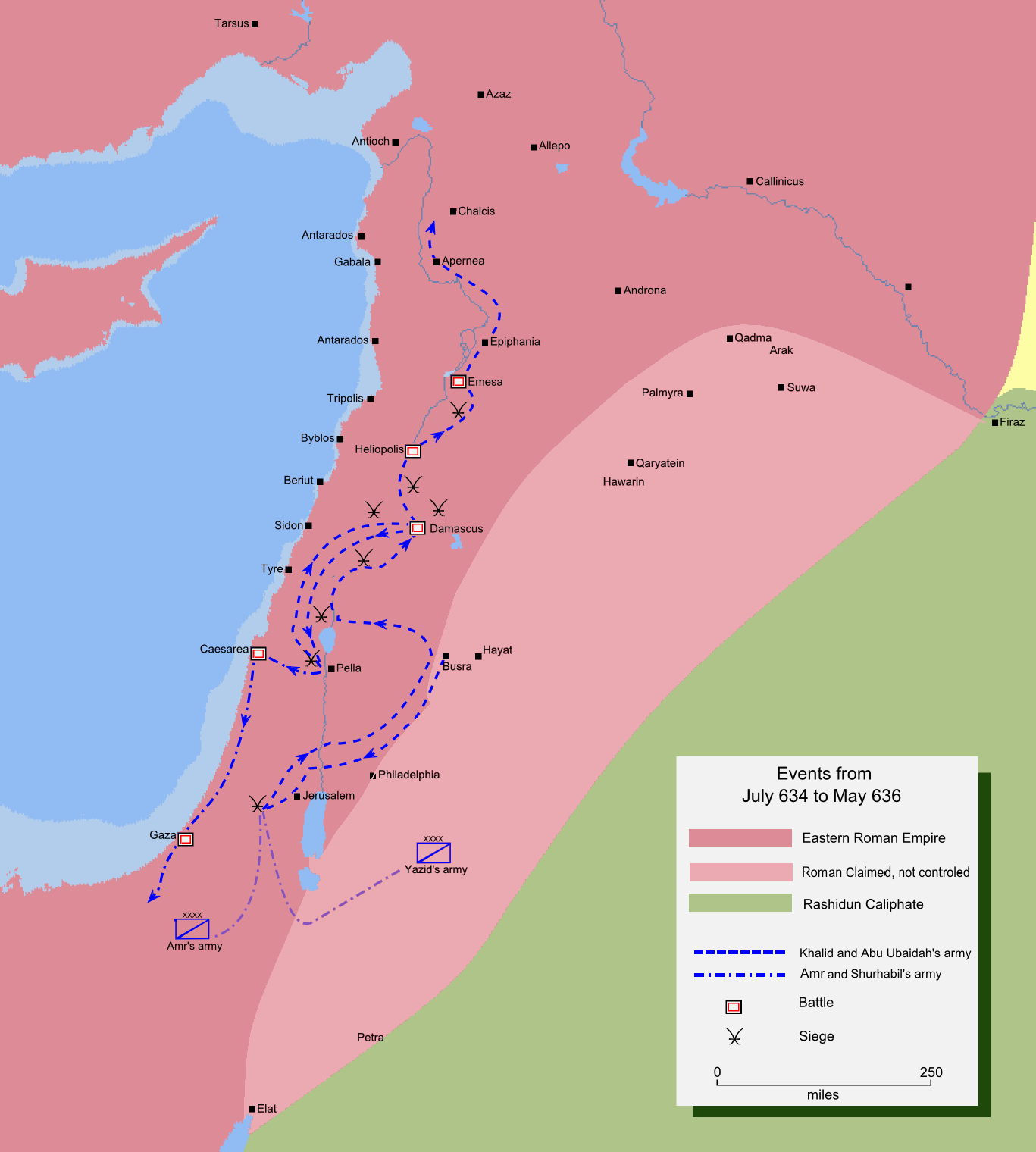
Mappa che mostra in dettaglio il percorso dell'invasione musulmana della Siria centrale.

Subito dopo la nomina a comandante in capo, Abū Ubayda inviò un piccolo distaccamento alla fiera annuale che si teneva ad Abū al-Quds, odierna Abla, vicino Zahle circa 48 chilometri a sud di Beirut. A guardia di questa fiera vi era un presidio bizantino e arabo-cristiano. Infatti la guarnigione in breve tempo accerchiò il piccolo distaccamento musulmano, ma, prima che questo venisse completamente annientato, Abū Ubayda, avendo ricevute nuove informazioni e inviò Khālid in soccorso al distaccamento in difficoltà. Khālid sopraggiunse e sconfisse il presidio bizantino nella battaglia di Abū al-Quds il 15 ottobre 634 e ritornò con un ingente bottino e centinaia di prigionieri Romei. Con la Siria centrale nelle loro mani, i musulmani avevano inferto ai Bizantini un colpo decisivo. Le comunicazioni fra la Siria settentrionale e la Palestina erano ormai interrotte. Abū Ubayda decise di marciare verso Fahl, che si trovava a circa 150 metri sotto il livello del mare, qui vi era una forte guarnigione bizantina e si trovavano anche i sopravvissuti della battaglia di Ajnadayn. Questa regione era di cruciale importanza perché da qui i Bizantini potevano colpire verso est e tagliare le vie di comunicazione dei musulmani con l'Arabia. Inoltre, con questa guarnigione incombente alle loro spalle i musulmani non potevano invadere la Palestina. Perciò l'esercito musulmano si diresse verso Fahl. Khālid comandava l'avanguardia e giunse per primo in zona trovando la piana allagata dai Bizantini che avevano ostruito il fiume Giordano. L'esercito bizantino venne infine battuto nella battaglia di Fahl il 23 gennaio del 635.

### Conquista della Palestina

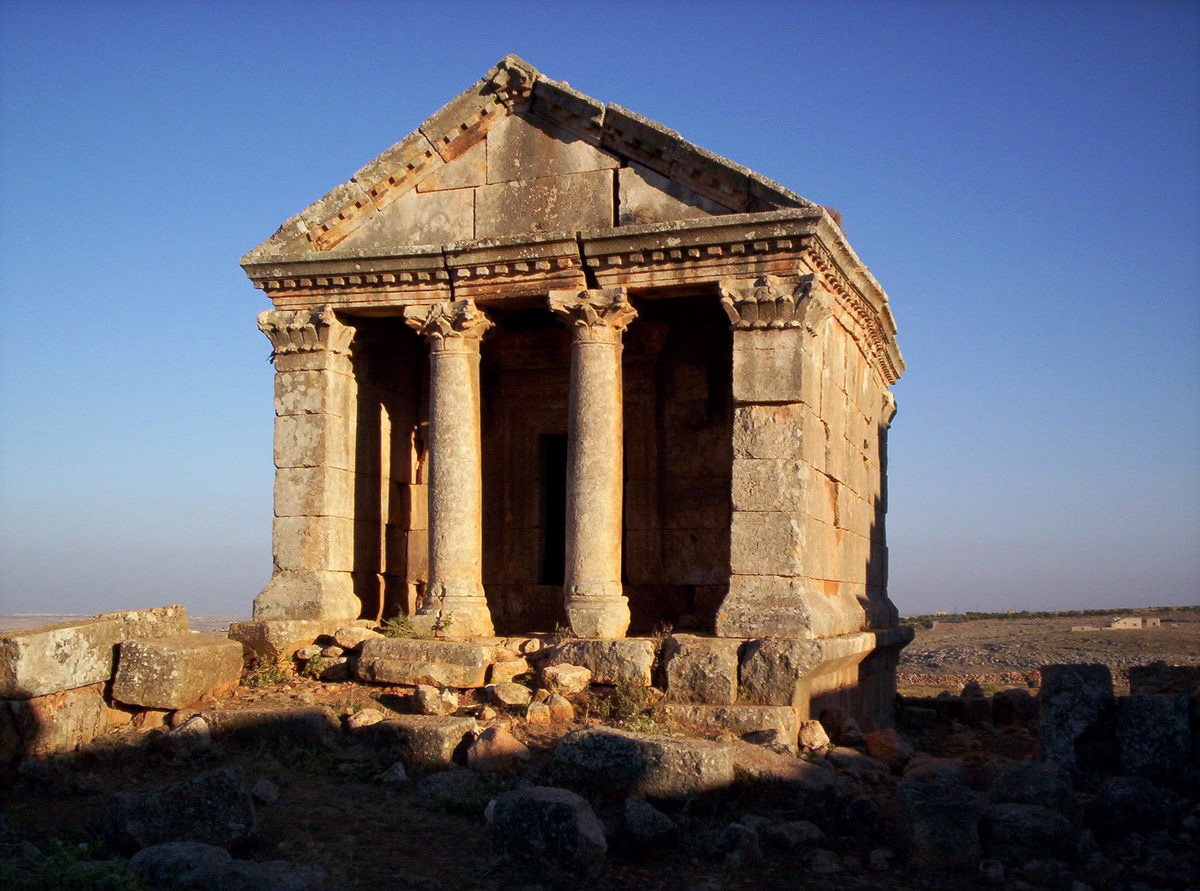
Tempio bizantino ad Idlib.

Gli eserciti musulmani consolidarono le loro conquiste allorché Shuraḥbīl b. Ḥasana e ʿAmr b. al-ʿĀṣ avanzarono in profondità nella Palestina. Baysan si arrese dopo breve resistenza, seguita dalla resa di Tabariya nel febbraio del 635. Il califfo ʿUmar, dopo aver avuto informazioni circa la disposizione e la consistenza dell'esercito bizantino in Palestina, diede dettagliate istruzioni ai comandanti in Palestina e ordinò a Yazīd di occupare la costa del Mediterraneo. Le forze di ʿAmr e Shuraḥbīl, di conseguenza, marciarono contro la forte guarnigione bizantina di Ajnādayn, sconfiggendola nella seconda battaglia di Ajnādayn, quindi i due eserciti si separarono, con ʿAmr che andava a conquistare Nablus, Amwas (Emmaus), Gaza e Yavne in modo da completare la conquista di tutta la Palestina; Shuraḥbīl invece attaccò le città costiere di Acri e Tiro. Yazīd, partendo da Damasco, si diresse verso i porti di Sidone, Arqa, Jubayl (Biblo) e Beirut. Nel 635, la Palestina, la Giordania e la Siria meridionale, fatta eccezione per Gerusalemme e Cesarea, erano tutte nelle mani dei musulmani. Per ordine del califfo ʿUmar, Yazīd pose Cesarea sotto assedio, che in un primo momento venne levato per essere ripreso dopo la battaglia dello Yarmuk, e proseguire fino alla caduta del porto nel 640.

### Conquista della Siria settentrionale
Mentre le armate musulmane agli ordini di Abū ʿUbayda e Khālid avanzavano verso Emesa nella Siria settentrionale, Eraclio contrattaccò inviando il generale Theodras a riconquistare Damasco che al momento era scarsamente difesa. Theodras impegnò l'esercito musulmano a Marj al-Rūm, ma appena fece sera inviò metà delle sue forze verso Damasco mentre Abū ʿUbayda e Khālid erano impegnati a combattere con l'altra metà dei suoi soldati. Quando i musulmani si resero conto della manovra dei Bizantini, Abū ʿUbayda fece tornare Khālid con la cavalleria verso Damasco, dove fuori le mura della città, raggiunti i Bizantini, li sconfisse, nello stesso tempo Abū ʿUbayda sconfisse le rimanenti truppe bizantine a Marj al-Rūm. Una settimana dopo, Abū ʿUbayda si spinse verso Balaq, un importante presidio della Siria centrale, che si arrese senza opporre alcuna resistenza, nel frattempo un altro distaccamento guidato da Khālid fu inviato direttamente ad Emesa (oggi Homs). Le città di Emesa e Qinnasrīn firmarono un trattato di pace per un anno, che in realtà non era altro che un escamotage per poter aspettare l'arrivo dei rinforzi dell'Imperatore. Nel novembre 635, Khālid e Abū ʿUbayda si diressero verso Hama e in seguito Khālid conquistò Shayzar, Afamiya e Matar al-Hamz. Nel frattempo Qinnasrīn ed Emesa non rispettarono il trattato di pace e, per tutta risposta, Abū ʿUbayda inviò Khālid ad Emesa. Questi sconfisse un'avanguardia della guarnigione fuori Emesa e quindi mise sotto assedio la città aspettando l'arrivo di Abū ʿUbayda, con il grosso delle forze. Dopo due mesi di assedio Emesa venne conquistata nel mese di marzo del 636.

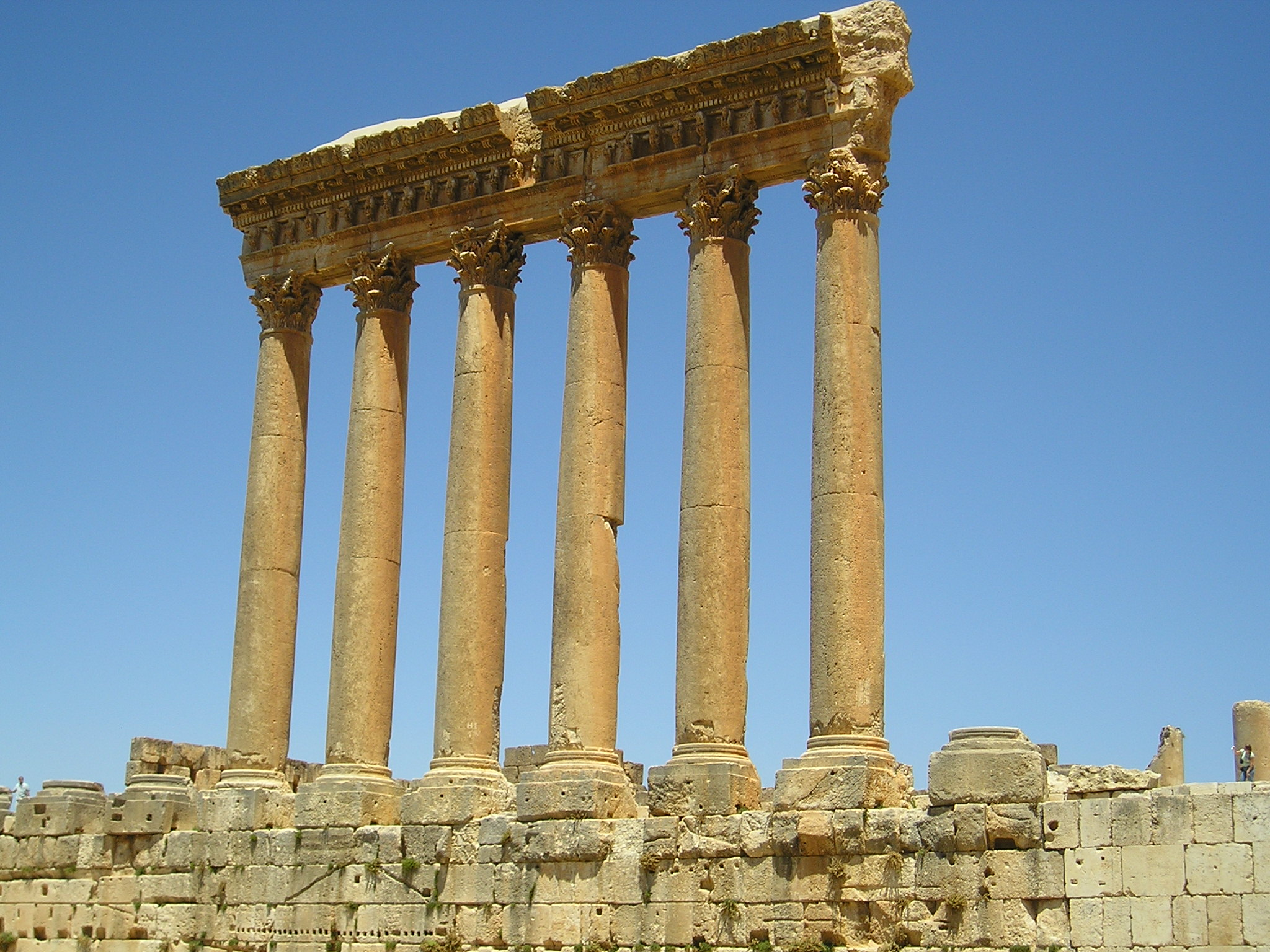
Tempio di Giove, Libano.

### Battaglia dello Yarmuk

Movimenti delle truppe musulmane e bizantine prima della battaglia dello Yarmuk.

Mentre i musulmani erano impegnati a soggiogare la Siria settentrionale, l'imperatore bizantino Eraclio I (610-641) andava preparando un consistente contrattacco e metteva insieme in Siria un imponente esercito per contrastare la conquista araba. I preparativi iniziarono verso la fine del 635, e per il mese di maggio del 636 avvenne un massiccio arruolamento in Antiochia e nel nord della Siria. Questa massa di uomini venne organizzata in cinque compagini, Mahan venne nominato Comandante in capo dell'intera armata imperiale che si mosse a metà di giugno del 636.
A Shayzar, tramite prigionieri bizantini, i musulmani vennero a conoscenza dei preparativi in corso da parte di Eraclio. Allarmato per la possibilità di essere catturato, secondo i piani di Eraclio, dato che i suoi uomini e quelli di Khālid erano separati, Abū ʿUbayda, seguendo il consiglio di Khālid, decise di ritirarsi dal nord e dal centro della Siria e dalla Palestina in modo da concentrare l'intero esercito per affrontare la minaccia bizantina, e in caso di sconfitta, avere aperta la strada della ritirata verso il deserto arabico. Per questo le forze musulmane si ritirarono nella piana dello Yarmuk dove il comando dell'esercito venne parzialmente trasferito da Abū ʿUbayda a Khālid b. al-Walīd. La battaglia dello Yarmuk ebbe luogo nella terza settimana del mese di agosto 636 e si concluse con la disfatta dell'esercito bizantino. Dopo questa battaglia l'esercito bizantino in pratica non operò più in Siria, fatta eccezione per i presidi isolati come Aleppo e pertanto la conquista della Siria si poteva ritenere completata.

### Conquista di Gerusalemme
Dopo la battaglia dello Yarmūk, la mossa successiva fu la conquista di Gerusalemme. L'assedio della città durò quattro mesi dopodiché la città decise di arrendersi, ma solo nelle mani del califfo ʿUmar b. al-Khattāb in persona. Il califfo giunse e la città si arrese nell'aprile del 637. Successivamente, Abū ʿUbayda inviò i comandanti ʿAmr b. al-ʿĀṣ, Yazīd b. Abī Sufyān e Shurahbīl alla riconquista di quelle parti della Palestina che erano state abbandonate prima della battaglia dello Yarmūk. La maggior parte di questi territori si arrese senza opporre resistenza.

### Conquista delle restanti fortezze

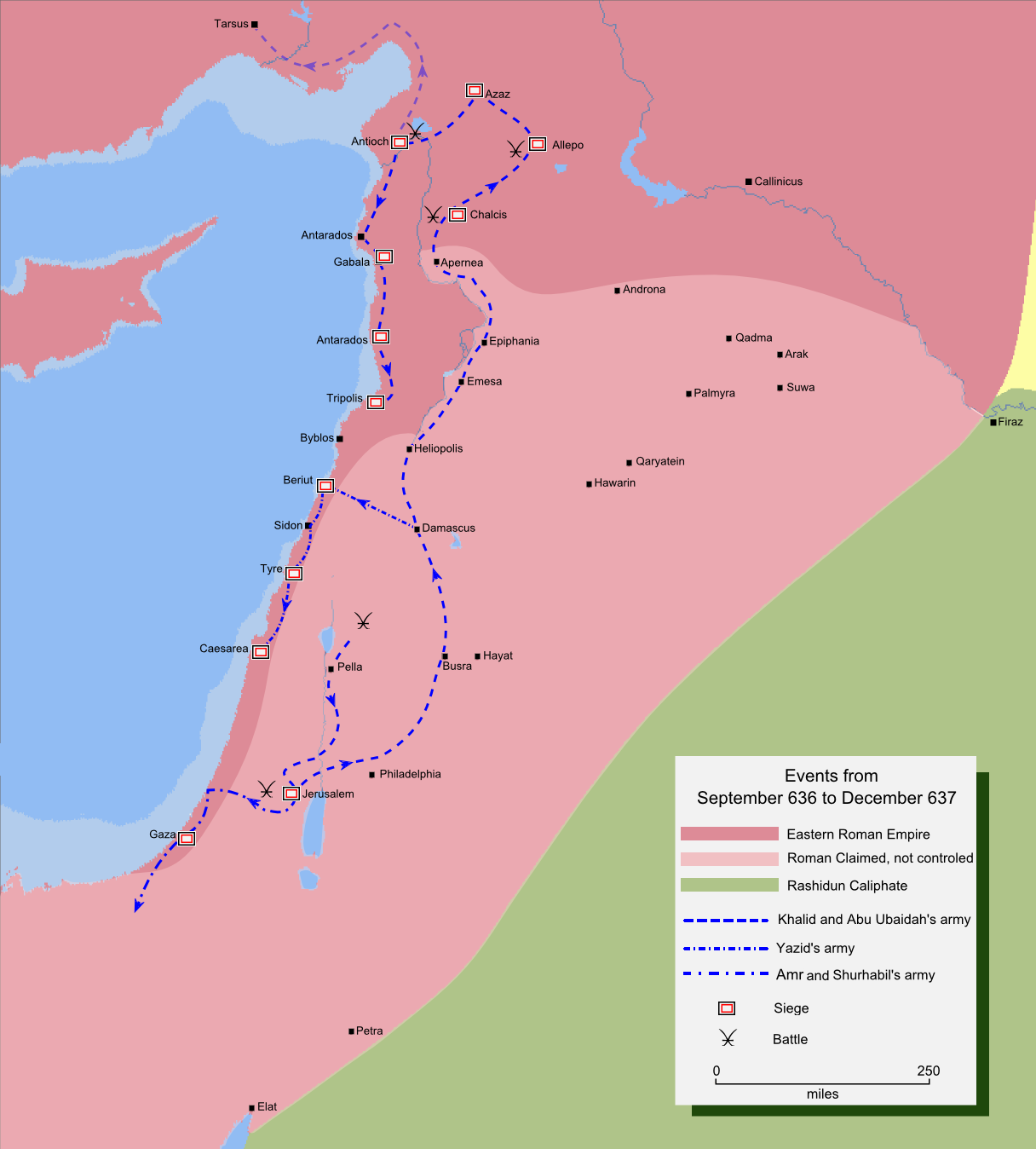
Mappa che mostra in dettaglio il percorso dell'invasione musulmana della Siria settentrionale.

Lo stesso Abū ʿUbayda b. al-Jarrāh, insieme a Khālid, ritornò nella Siria settentrionale con una forza di 17 000 uomini. Khālid con la sua cavalleria venne inviato ad Hazir mentre Abū ʿUbayda si spostò a Qinnasrin. La Spada dell'Islam sconfisse una consistente forza bizantina nella battaglia di Hazir nei pressi della fortezza di Qinnasrin e quindi la città di Hazir si arrese a Khālid. Dopo un lungo assedio, nell'ottobre del 637, Aleppo si arrese, dato che non aveva più speranze di un arrivo di rinforzi da Costantinopoli.
Dopo la cattura della fortezza di Azaz a metà ottobre del 637, Antiochia venne conquistata dopo la battaglia del ponte di ferro il 30 ottobre 637. Quindi fu la volta delle restanti città dominate dai Bizantini lungo la costa del Mediterraneo: Latakia, Jabla e Tartus, che erano protette dalla barriera naturale delle colline dell'Anti-Libano. Khālid venne poi inviato alla conquista della Siria nord-orientale; tutte le zone fino a Manbij e l'Eufrate.

## Ultimachanceper Eraclio
Nel 637, tre anni dopo l'invasione, l'intera area mediorientale era stata conquistata ad eccezione della città costiera di Cesarea che si arrese solo nel 640.
I vari comandanti musulmani si trasformarono in governatori delle province: ʿAmr b. al-ʿĀṣ in Palestina, Shurahbīl b. Hasana in Giordania, Yazīd a Damasco, Abū ʿUbayda a Emesa e Khālid divenne responsabile della Guarnigione settentrionale di Qinnasrin, da dove poteva tenere sotto controllo i territori settentrionali.
Eraclio non fu più in grado di tentare una rivincita in Siria. Infatti dopo che il suo esercito era stato distrutto sullo Yarmuk e ad Antiochia, l'impero era divenuto estremamente vulnerabile da parte dei musulmani. All'imperatore erano rimaste poche risorse militari sulle quali poteva contare per difendersi da ʿUmar b.al-Khaṭṭāb. Per poter guadagnare tempo nella preparazione delle sue difese era essenziale tenere impegnate in Siria le truppe musulmane, a tale scopo spinse gli Arabi di religione cristiana della Jazira a prendere le armi contro i musulmani. Spinti dalla stessa fede religiosa, questi arabi si accinsero ad attraversare l'Eufrate e ad invadere la Siria settentrionale da est. Gli Arabi cristiani cinsero d'assedio Emesa ai primi del 638. La situazione venne affrontata in modo brillante dal califfo ʿUmar: mentre le forze musulmane agli ordini di Abū ʿUbayda e di Khālid difendevano Emesa, egli diede ordini al comandante in capo delle forze musulmane in Iraq di inviare delle colonne verso la Jazira da tre punti differenti e in più una colonna verso Emesa per dare man forte alle forze lì presenti. Ben presto gli Arabi cristiani si resero conto di essere in trappola perché il loro territorio stava per essere invaso e al contempo stavano giungendo rinforzi per i musulmani assediati in Emesa. Pertanto decisero di ritornare nella Jazīra.

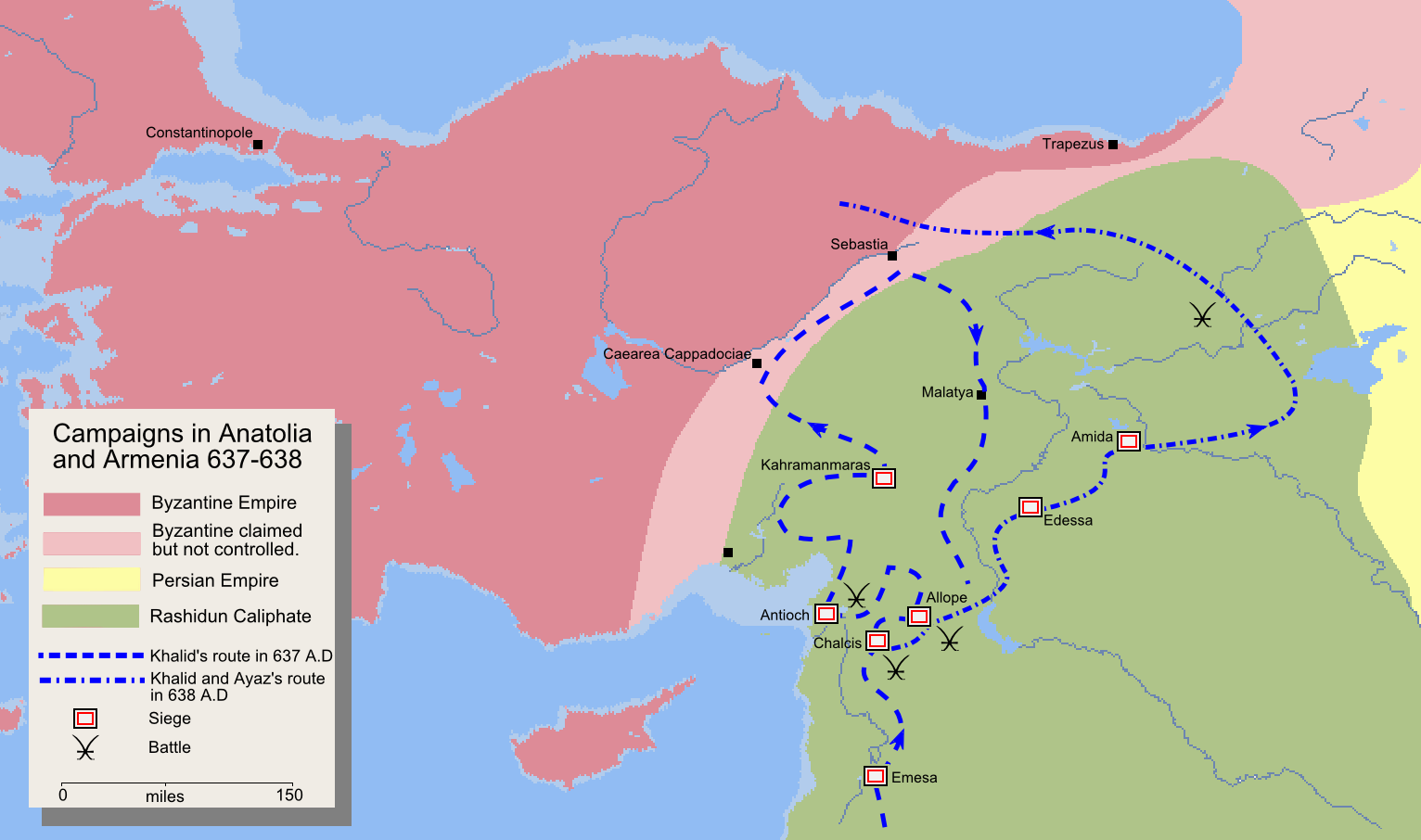
Mappa che mostra il percorso delle incursioni di Khalid ibn Walid e Ayaz ibn Ghanam in Anatolia.

L'azione scatenò feroci reazioni da parte del Califfato, e la Jazīra, ultima base dell'Impero romano d'Oriente nel Vicino Oriente, venne conquistata quello stesso anno. Su ordine del califfo ʿUmar, Saʿd b. Abī Waqqāṣ, comandante delle truppe musulmane in Iraq, spedì un contingente agli ordini di ʿIyād b. Ghanm per occupare la regione compresa tra il Tigri e l'Eufrate e che si estendeva fino ad Urfa. Per mettere al sicuro la Siria da qualsiasi futura aggressione fu necessario sgomberare i territori confinanti da ogni presenza ostile. Per questi motivi nell'estate del 638 altre conquiste furono realizzate in Anatolia, spingendosi fino a Tarso e verso Nord fino a Marash e Malatya. Successivamente, Malatya venne rasa al suolo da Eraclio come punizione per gli abitanti che si erano sottomessi ai musulmani. Dopo la conquista di Marash nel 638, una volta completata la conquista della regione, il califfo ʿUmar rimosse Khāliid dal comando dell'esercito, presumibilmente a causa della sua crescente forza e popolarità. Nel 638 gran parte dell'Anatolia era sotto il controllo del Califfato. Circa il 40% dell'Impero bizantino era stato conquistato e lo stesso esercito bizantino era ormai distrutto. Non avendo più le risorse per poter riprendere i territori perduti, i Bizantini su ordine di Eraclio sgombrarono le fortificazioni presenti nell'Anatolia sud occidentale in modo da creare una terra di nessuno tra le loro fortezze nell'Anatolia occidentale e quelle del califfato dei Rāshidūn. Ogni operazione militare in Anatolia venne sospesa a causa di una siccità nel 638 e della peste in Siria nel 639. ʿUmar fu impegnato nella creazione di una zona cuscinetto intorno a tutta la penisola arabica, la culla dell'Islam, e così mentre la Siria era conquista ad occidente, le forze musulmane erano impegnate contro l'Impero sasanide. Dopo la conquista islamica della Persia i musulmani ripresero le ostilità contro i Bizantini, spingendosi verso l'Egitto romano.

## Sotto il regno del califfo ʿUthmān
Durante il regno del califfo ʿUthmān, Costantino III, decise di riprendersi i territori conquistati dai musulmani durante il regno di ʿUmar. Venne programmata una invasione su vasta scala e approntata una imponente forza per riconquistare la Siria. Muʿāwiya I, in quel tempo governatore della Siria, chiese rinforzi ed ʿUthmān ordinò al governatore di Kufa di inviare un contingente che, unitamente alla guarnigione della Siria, sconfisse l'esercito bizantino nel nord della Siria.
     Territori del Califfato dei Rāshidūn
     Stati vassalli del Califfato Rāshidūn

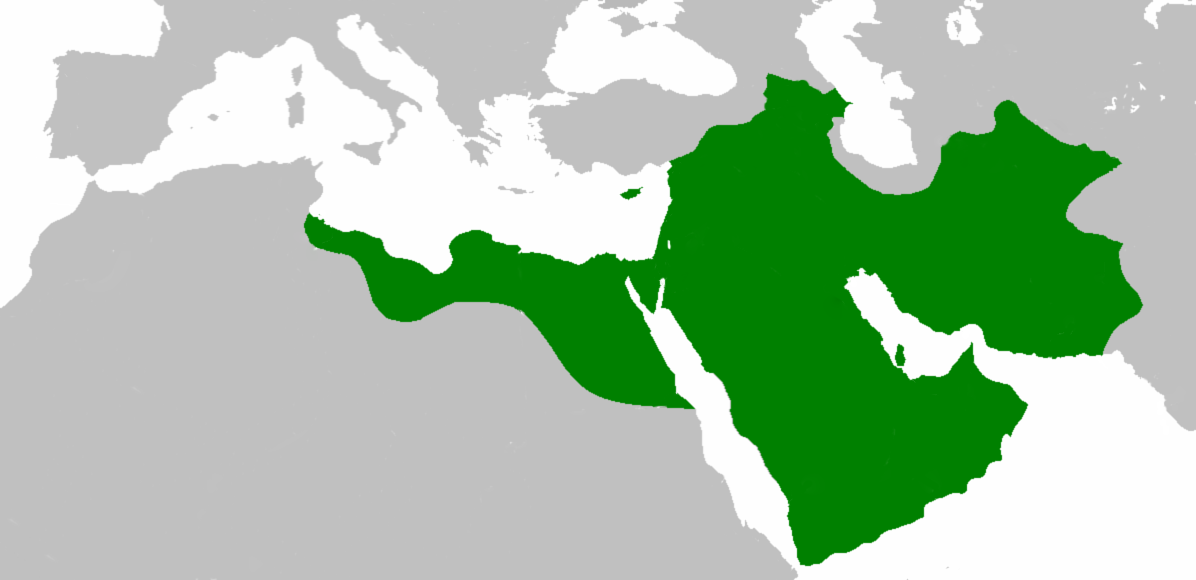
L'Impero dei Rāshidūn al massimo dell'espansione sotto il terzo califfo, ʿUthmān b. ʿAffān (654).
Territori del Califfato dei Rāshidūn
Stati vassalli del Califfato Rāshidūn

ʿUthmān concesse a Muʿāwiya di costruire una flotta. Partendo dalle loro basi in Siria, i musulmani conquistarono nel 649 Cipro e Creta e poi Rodi; inoltre compiendo periodicamente delle incursioni nell'Anatolia occidentale impedirono ai bizantini ogni ulteriore tentativo di riconquista della Siria. Nel periodo 654-655, ʿUthmān ordinò di preparare una spedizione per conquistare la capitale dell'Impero romano d'Oriente, Costantinopoli, ma a causa di disordini scoppiati nel califfato nel 655-656 e che portarono all'assassinio di ʿUthmān, la spedizione venne rinviata anno dopo anno, finché non venne tentata (senza successo) sotto la dinastia califfale degli Omayyadi.

## Amministrazione del Califfato dei Rāshidūn
I nuovi governanti divisero la Siria in quattro distretti (jund): Damasco, Homs, Giordania, Palestina (un quinto distretto, Qinnasrin, venne aggiunto successivamente). Le guarnigioni arabe vennero acquartierate in campi, e la vita della popolazione locale poté riprendere come prima. I musulmani adottarono un atteggiamento tollerante nei confronti di altri credi religiosi, il che ebbe un effetto positivo nei popoli assoggettati, specialmente i Nestoriani, i cristiani giacobiti e gli Ebrei, che erano stati perseguitati durante la dominazione bizantina. La lealtà dimostrata da parte dei nuovi sudditi fu di primaria importanza per il successo del governo musulmano nella regione, per questo vennero evitate tasse eccessive e forme di oppressione. Le tasse istituite erano il kharāj - una tassa che i proprietari terrieri e i contadini pagavano in base alla produttività dei loro terreni - e la jizya - tassa pagata dai non-musulmani per godere della protezione dallo Stato islamico. I funzionari civili bizantini vennero tenuti nei loro posti fintanto che non fosse stato attuato un nuovo sistema amministrativo; pertanto la lingua greca restò la lingua della pubblica amministrazione nei nuovi territori per oltre 50 anni dopo la conquista musulmana.

## L'ascesa degli Omayyadi
Dopo lo scoppio della prima guerra civile nell'impero musulmano, a seguito dell'assassinio di Uthman e della nomina come Califfo di 'Ali, al Califfato Rashidun successe per il secolo successivo la nuova dinastia degli Omayyadi che si insediò a Damasco.